# Маткаселькялампи
Ма́ткасе́лькяла́мпи (фин. Matkaselänlampi) — озеро в Сортавальском районе Республики Карелия.

## Общие сведения
Площадь озера — 0,6 км².
Форма озера продолговатая, вытянутая с юго-востока на северо-запад. Острова на озере отсутствуют. Берега каменисто-песчаные, местами заболоченные. Юго-западный берег скалистый. Из озера вытекает река Ломайоки, впадающая в озеро Руокоярви, через которое протекает река Тохмайоки, впадающая в Ладожское озеро.
Вдоль северо-восточного берега проходит железнодорожная линия Маткаселькя — Суоярви.
Населённые пункты на озере отсутствуют.
Код водного объекта в государственном водном реестре — 01040300211102000013209.